# Szentimrefalva
Szentimrefalva est un village et une commune du comitat de Veszprém en Hongrie.